# Дов-Бер из Межерича
Дов-Бер из Межи́рича (также Маги́д (проповедник) из Межи́рича или Вели́кий Маги́д; 1704—1772) — второй лидер хасидского движения. Наследник Баала Шем-Това.

## Биография
Родился в местечке Лукач возле Ровно в Речи Посполитой. Отца звали Аврум. По семейному преданию, происходил из потомков царя Давида. Работал меламедом. Все свободное время он посвящал изучению Талмуда, интересовался также и каббалой, вследствие чего он сделался замкнутым, суровым и мрачным. Беспрестанный пост (иногда «от субботы до субботы») изнурил его организм и сделал его крайне болезненным. Жил он очень бедно и кормился с семейством только скудными заработками от проповедничества. Он обладал и даром слова и умел горячо и увлекательно говорить. Прозвище «магид» осталось за ним на всю жизнь.
Будучи уже зрелым человеком Дов-Бер (идиш דוב בער‎) познакомился с рабби Бааль Шем-Товом, в котором в начале он видел лишь целителя. Однако тот излечил не только тело, но и душу. Он изъяснил ученому-проповеднику истинное значение некоторых пунктов практической каббалы и, наконец, поведал ему своё собственное учение, в котором действительно было нечто новое и поразительное для человека, считавшего долгом вечно изнурять себя, истязать своё тело и в мрачном настроении сокрушаться о грехах. Он принял учение Бешта и вскоре, переработав это учение в себе и внеся в него свои элементы, стал проповедовать его миру.
После смерти Бешта (Бааль Шем-Това) Дов-Бер в 1760 году был избран главой хасидского движения. В отличие от Бешта, которого истые раввины не уважали за слишком простой нрав и «неучёность», Дов-Бер при жизни пользовался в раввинском мире репутацией отличного талмудиста и каббалиста, — что в связи со славою верховного главы хасидов привлекало к нему массу «учёного люда».
Вскоре он перевёл свою резиденцию из Меджибожа в Межирич, в котором почти безвыездно прожил больше двенадцати лет.
В противоположность Бешту, который вёл по большей части кочевую жизнь, то и дело разъезжая по городам, местечкам и деревням, Дов-Бер вёл совершенно оседлый, отчасти даже келейный образ жизни. Институт эмиссаров, игравших очень важную роль в истории первоначального хасидизма, было всецело изобретением Дов-Бера. Не будучи в состоянии, вследствие своей болезни, сам разъезжать и распространять учение, Бер рассылал людей энергичных и горячо к нему привязанных в разные города с целью поиска последователей и привлечения массы посетителей в Межерич. Результатом такой агитации было то, что отовсюду стекались массы людей. Всю неделю Дов-Бер не выходил из комнаты, куда могли войти к нему только его ближайшие ученики, а по субботам он появлялся на общей молитве в одеждах белого цвета, даже в ботинках из белой кожи, потому что по Каббале белый цвет является символом милости. После молитвы Дов-Бер устраивал общую трапезу для всех желающих, а затем он просил каждого из присутствующих сказать какой-либо отрывок из Торы. Эти отрывки, взятые из различных мест, он связывал в своей проповеди в одно целое, и всякий гость находил в том месте проповеди, которое касалось выбранного им отрывка, ответ на те проблемы, что беспокоили его и требовали умного совета.
Умер в декабре 1772 года и был похоронен в Аннополе, где также находится могила его ученика Зуси из Аннополя. Он оставил после себя сына — известного впоследствии цадика Авраама Малаха — и многочисленных учеников, которым предстояло в дальнейшем сыграть немаловажную роль в дальнейшей истории хасидизма.

## Учение Дов-Бера
Основой теологии Дов Бера является представление о том, что Бог — единственная реальность и что все вещи суть проявления Бога во времени. «Мир до своего сотворения находился в Боге в потенции. Воля Божия вызвала его из состояния отвлеченной возможности в состояние действительного бытия. Но творение не отделилось от Творца. Так как, создав мир, Бог разлил в нём, во всех вещах и явлениях, свою бесконечную силу, то это значит, что Он сам облёкся в бесчисленные формы вещей. Как до сотворения мир был в Нём, так теперь Он воплотился в мире. Бог есть не только внешняя причина вещей, но и внутренняя их сущность. Он душа мира» (Дубнов С. М. Возникновение хасидизма. Кн. 11 — 12. — Восход, 1889. С.41).
Подобно Бешту, Дов-Бер сам писал очень мало, по крайней мере не излагал письменно своих воззрений в систематическом порядке, а только дал своим ученикам устную систему, представив им облечь её в литературную форму. Обыкновенно он читал свои вдохновенные проповеди по субботним вечерам, а наиболее ревностные из его учеников или слушателей записывали впоследствии существенное содержание этих проповедей. Около 1781 года в Корце учеником и родственником Дов-Бера, Соломоном из Луцка, была выпущена книга под заглавием «Возвещающий слова свои Яакову» (реминисц: Теилим, 147:8) или «Собрание изречений». Книга эта служит главным сводом воззрений второго хасидского главы.

## После смерти
После смерти Магида движение распалось. Наиболее выдающиеся ученики Магида стали лидерами движения хасидизма в следующем поколении. Наиболее знаменитые среди них:
Элимелех из Лежайска (основатель польской ветви),
Леви Ицхак из Бердичева (основатель Волынской ветви),
Менахем Мендл из Витебска,
основатель Хабада Шнеур Залман из Ляд (основатели восточно-белорусской и литовской ветви),
Рафаэль из Бершади (основатель бершадской хасидской династии),
Аарон из Карлина — основатель западно-белорусской ветви.

## Изречения
- Прежде чем вечером лечь спать, вспомните всё, что вы сделали за день. Но учтите: когда человек разбирает часы прожитой жизни и видит, что не провёл в праздности ни одной минуты, его сердце начинает переполняться гордостью — и тогда на Небесах берут все добрые дела этого человека, лепят из них снежок и бросают в бездну.
- Всякий раз когда произносишь речь, остановись, не дойдя до конца.
- Человек должен отторгать своё «я» от тела до тех пор, пока не пройдет через все миры и не станет единым с Богом, пока не растворится целиком и полностью[3]